# Enjambre (Ciudad Real)
Enjambre es una localidad española del municipio ciudadrealeño de Anchuras, en la comunidad autónoma de Castilla-La Mancha.

## Historia
En las relaciones geográficas de Tomás López, correspondientes a la segunda mitad del siglo XVIII, la localidad figuraba con una población de 18 habitantes. Hacia mediados del siglo XIX, la localidad, por entonces denominada Navalasenjambres, era descrita como una aldea del término municipal de Anchuras. Aparece descrita en el decimosegundo volumen del Diccionario geográfico-estadístico-histórico de España y sus posesiones de Ultramar de Pascual Madoz de la siguiente manera:

NAVALASENJAMBRES: ald. en la prov. de Ciudad-Real, part. jud. de Piedrabuena, ayunt. y térm. de Anchuras; en cuyo l. estan incluidas todas sus circunstancias.
(Madoz, 1849, p. 52)

En 2023 la localidad tenía empadronados 4 habitantes.